# Ismaïl Alaoui
Pour les articles homonymes, voir Alaoui.
 (août 2012).
Si vous disposez d'ouvrages ou d'articles de référence ou si vous connaissez des sites web de qualité traitant du thème abordé ici, merci de compléter l'article en donnant les références utiles à sa vérifiabilité et en les liant à la section « Notes et références ».
Moulay Ismaïl Alaoui, né le 11 mars 1940 à Salé, est un homme politique marocain. Il a été ministre  de l’Éducation nationale dans le gouvernement el-Youssoufi I, puis le 6 septembre 2000, il a été nommé ministre de l’Agriculture, du Développement civil et des Eaux et Forêts dans le gouvernement el-Youssoufi II.

## Parcours
Il a effectué ses études primaires à Salé et secondaires à Rabat et Kénitra, il poursuit ses études de lettres au Lycée Lyautey à Casablanca puis à la faculté des lettres et des sciences humaines de l'université Mohammed V de Rabat, avant de rejoindre l'institut de géographie de l'université de Paris - Sorbonne.
De 1965 à 1969, il est attaché de recherches au centre universitaire de la recherche scientifique (actuel institut universitaire de la recherche scientifique). Il occupera les postes d'assistant, de maître assistant, puis de maître de conférences avant de devenir professeur à la faculté des lettres et sciences humaines de l'université Mohammed V de Rabat.
En 1962, il rejoint les rangs du Parti communiste marocain (PCM) et est élu membre du comité central au 3e congrès, en 1966.
De  1984 à 1992, Il est élu député des Beni Hcen (Gharb). Il est élu député représentant les salariés de 1993 à 1997, période durant laquelle il a été président du groupe parlementaire Renouveau et Progrès du Parti du progrès et du socialisme (PPS).
En septembre 1997, il est élu, par le comité central du PPS, Secrétaire Général du parti, succédant à Ali Yata décédé la même année. Réélu lors du 6e congrès en 2001 il l’est pour la troisième fois lors du 7e congrès d’avril 2006. Le 31 mai 2010, il est remplacé par Mohamed Nabil Benabdallah au poste de secrétaire général du parti.

## Associations
Ismaïl Alaoui est :
- membre du bureau national du Syndicat national de l’enseignement supérieur (SNESup) et du bureau exécutif de l’Association de soutien à la lutte du peuple palestinien depuis 1968 ;
- président de l’Association de développement du monde rural et de l’Association Salé Almoustakbal.